# Eutresis

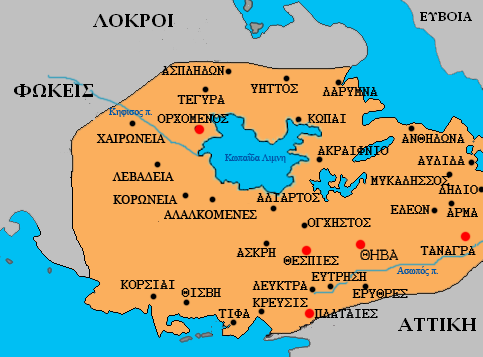
Griechische Karte des antiken Böotien

Eutrēsis (altgriechisch Εὔτρησις; 𐀁𐀄𐀳𐀩𐀄 e-u-te-re-u in Linear B) war eine antike Stadt in Böotien in Mittelgriechenland.

## Informationen durch antike Autoren
Die Existenz von Eutrēsis wurde zunächst von Homer in der Ilias überliefert, wo es gemeinsam mit Eleōn, Peteōn und Hylē im Schiffskatalog des 2. Gesangs unter den böotischen Städten genannt ist, Eutrēsis in Vers 502, die anderen drei Städte in Vers 500. Im 6. Jahrhundert n. Chr. lokalisierte Stephanos von Byzanz das antike Eutrēsis an der Straße von Thespiai nach Plataiai. Der englische Archäologe William Martin Leake vermutet jedoch einen Fehler im Text, bei dem statt Thespiōn (Θεσπιῶν) hier Thisbōn (Θισβῶν) zu lesen sei. Der Ort hätte demnach bei der antiken Stadt Leuktra (Λεύκτρα) gelegen. Nach Stephanos stand in Eutrēsis ein bekannter Tempel mit einem Orakel, den die Einwohner Eutrēsis’ dem Apollon geweiht hatten (Εὐτρειτιδιεῖες Άπόλλωνι Eutreitidieies Apollōni). In der Hellenika Oxyrhynchia wird Eutresis als selbstständige Polis zu Beginn des 4. Jahrhunderts v. Chr. erwähnt.
Laut dem altgriechischen Geschichtsschreiber und Geografen Strabon sollen hier die mythischen Zwillinge Amphion und Zethos gewohnt haben, bevor diese Könige des böotischen Theben (Θῆβαι) wurden. Eutrēsis wird von Strabon als Dorf im Gebiet der Thespier bezeichnet.

## Zeugnis auf Linear B-Tafeln
Zwischen November 1993 und Februar 1995 entdeckte man bei Ausgrabungen in Theben, in mykenischer Zeit Hauptstadt Ost-Böotiens, den nach Knossos (etwa 2500) und Pylos (etwa 1200) drittgrößten Fund an Linear-B-Täfelchen (über 250 Täfelchen und Fragmente). Sie gehörten zum Archiv des mykenischen Palastes auf der Kadmeia. Zumindest der Komplex des Palasts, in dem u. a. die Linear B-Täfelchen gefunden wurde, wurde wahrscheinlich in der zweiten Hälfte des 13. Jahrhunderts durch einen Brand zerstört.
Die genaue Datierung der Zerstörung des Komplexes des Palasts, in dem u. a. die Linear B-Dokumente und auch eine Sammlung kostbarer Lapislazuli-Rollsiegel gefunden wurden, ist weiterhin ungeklärt, auch weil die gefundene Mykenische Keramik (laut älteren Angaben nur bis SH III B1 reichend) immer noch nicht publiziert ist. Ein Datierungsvorschlag von Edith Porada aufgrund kassitischer Siegel, deren Interpretation als Geschenk des Tukulti-Ninurta I. nach dessen Plünderung Babylons aber nicht unstrittig ist, setzen die Zerstörung einige Jahre nach 1225 v. Chr. (also in die Phase SH III B2) an. Dagegen behauptet Joachim Latacz, mit Berufung auf Frank Starke, die Zerstörung sei um 1200 v. Chr. „sicher“ datierbar.
Auf den Täfelchen ist neben Eleōn, Peteōn und Hylē auch Eutrēsis verzeichnet. Die Schreibung Eutrēsis in Linear B befindet sich in Zeile 2 des Täfelchens TH Ft 140 als e-u-te-re-u, einer Lokativform von Eutreus (oder ähnlich). Die Stadt ist dort als größter Lieferant von Öl-Einheiten im Raum Theben genannt.

## Archäologische Erforschung und Siedlungsgeschichte
Auf der Grundlage der antiken Überlieferungen führte die amerikanische Archäologin Hetty Goldman in den Jahren von 1924 bis 1927 Ausgrabungen nahe Leuktra durch. Der Ort trägt heute nach der antiken Stadt den neugriechischen Namen Lefktra und hieß bis zum 27. Februar 1915 Parapoungia. Bei den Ausgrabungen östlich des Ortes fand man einen Stein mit der Aufschrift [ΕΥ]ΤΡΕΙΣΙΣ. Seit der mittleren Jungsteinzeit besiedelt, sind Fundstücke aus dem Frühhelladikum zahlreich. Stilistische Entsprechungen zwischen dem 24. und 21. Jahrhundert v. Chr. mit der Kastri-Kultur lassen einige Forscher eine einheitliche Kultur des griechischen Festlands mit der der Kykladen, einer sogenannten Lefkandi I-Kultur, annehmen. Während des Späthelladikums (ab etwa 1700 oder 1600 v. Chr.; die absolute Datierung des Beginns des Späthelladikums ist von der Datierung der „Minoischen Eruption“ abhängig), herrschten in Eutrēsis noch lange für das Mittelhelladikum typische Kulturelemente, speziell Keramik, vor, während sich hier die mykenische Kultur erst wesentlich später als auf der Peloponnes durchsetzte. Die mit einer Wehrmauer befestigte Siedlung wurde kontinuierlich bewohnt, bis sie im zweiten Viertel des 12. Jahrhunderts v. Chr. (innerhalb der Phase Späthelladisch III C früh) aus bisher nicht geklärten Gründen aufgegeben wurde. Einer Neubesiedlung ist archäologisch erst für die Zeit ab ca. 600 v. Chr. nachweisbar. Ob es eine zeitweilige Wiederbesiedlung vor 600 v. Chr. gab, ist unklar, da in Eutresis bisher nur zwei geometrische Scherben aus der Zeit vor dem 7. Jahrhundert v. Chr. ans Licht kamen.